# 西会津インターチェンジ
西会津インターチェンジ（にしあいづインターチェンジ）は、福島県耶麻郡西会津町にある磐越自動車道のインターチェンジである。
西会津PAと西会津BSも併設されている。

## 概要
インターチェンジはトランペット型になっており、本線からの流出用ランプウェイにパーキングエリアが設置されている。
インターチェンジからの流入時はパーキングエリアには立ち寄ることができないが、流出時はパーキングエリアに立ち寄ってからインターチェンジ出口に流出することができる。

## 道路

### 本線
- E49 磐越自動車道（9番）

### 接続する道路
- 直接接続
  - 国道49号
  - 福島県道16号喜多方西会津線

## 料金所
- ブース数：4

### 入口
- ブース数：2
  - ETC専用：1
  - 一般：1

### 出口
- ブース数：2
  - ETC専用：1
  - 一般：1

## 周辺
- 道の駅にしあいづ
- JR磐越西線 野沢駅

## 西会津バスストップ

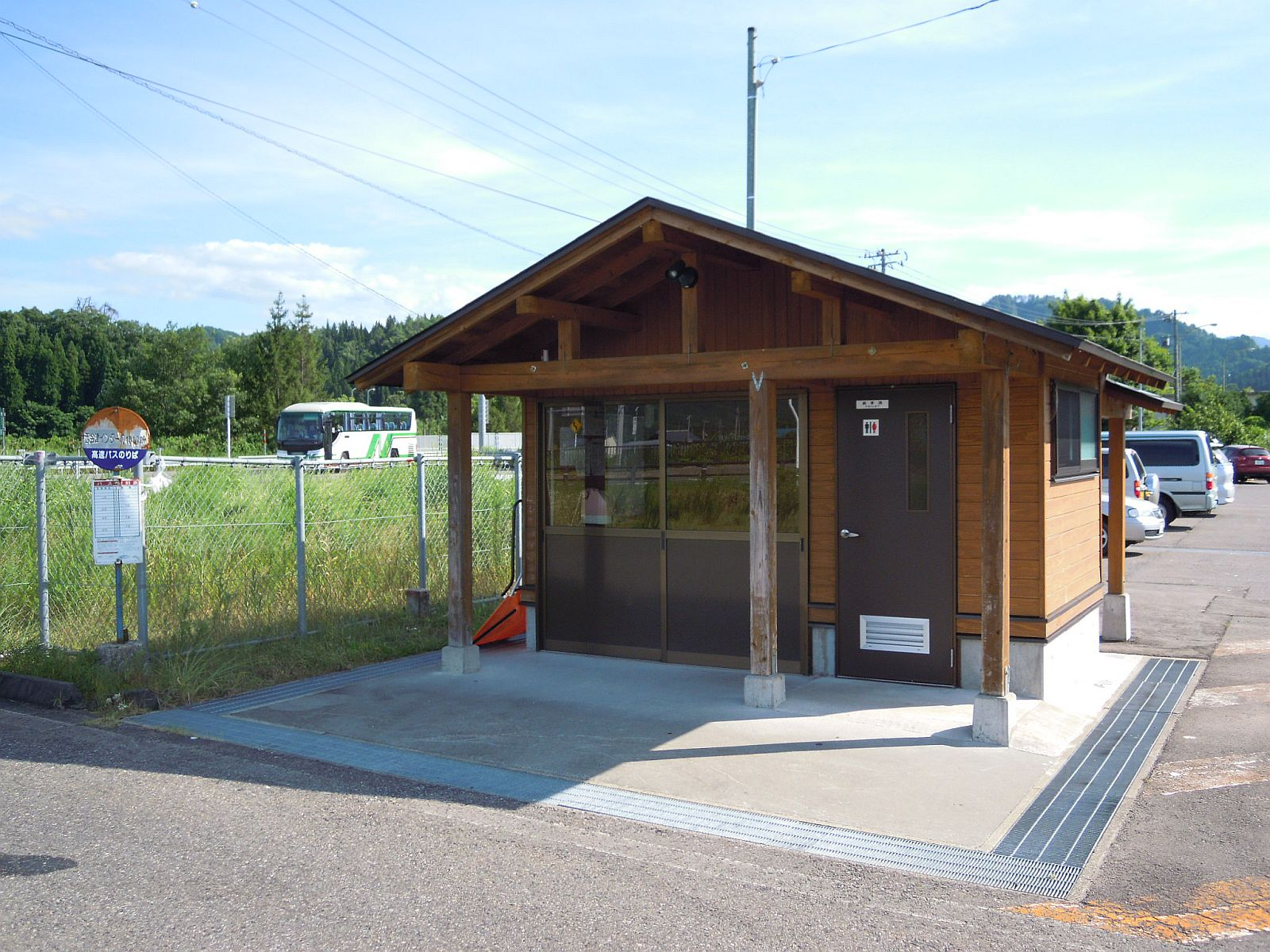
西会津バスストップ待合室。左奥に見えるのは、バスストップに入ってくる新潟交通のバス

西会津バスストップは2004年（平成16年）春に完成した、西会津ICの敷地内にある高速バス停である。
料金所外にあるロータリー式で、当バス停を利用する路線は磐越道を引き続き走行する路線もいったん料金所を出て客扱いを行い、のちに、国道49号へ出てインター交差点へ向かい、野沢駅前行きは左折して旧国道へつながる町道に入り、会津若松-新潟線は上下線とも右折してインター料金所へ向かい引き続き磐越道を走行する。
バスストップの周辺には数台の駐車スペースと西会津町民バス（野沢駅前行き循環バス）の停留所がある。

### 停車路線
- 会津若松 - 新潟線
- 会津若松 - 野沢駅前線（野沢駅前行きのみ、会津若松行きは立ち寄らない）

## 隣
E49 磐越自動車道
(8) 会津坂下IC - (9) 西会津IC/PA - 上川PA - (10) 津川IC